# Орлов, Константин Хрисанфович
Константин Хрисанфович Орлов (1875—1952) — русский офтальмолог, заслуженный деятель науки, доктор медицинских наук, профессор.

## Биография
Родился 6 октября 1875 года в ауле Ишкарты бывшей Дагестанской области.
В 1893 году, по окончании Симбирской гимназии, поступил на медицинский факультет Казанского университета.
После окончания университета (1898) занимал должности ординатора глазной клиники и помощника прозектора. Специализацию глазного врача получил, работая в клинике Е. В. Адамюка в Казани.
В 1903 году в Казани Орлов защитил диссертацию на ученую степень доктора медицины — «К учению об изменениях глаза при хроническом отравлении спорыньёй и её препаратами». В этом же году был зачислен лаборантом глазной клиники Казанского университета и удостаивается звания приват-доцента.
В 1905—1907 годах занимался активной революционной деятельностью, находился под особым наблюдением казанской жандармерии, подвергался тюремному заключению и в результате его уволили из Университета как революционера.
Покинув в 1907 году Казань, Орлов переехал в г. Пятигорск, где врачебные и общественные круги выдвинули его на должность главного врача больницы.
В конце 1911 года он был избран на кафедру глазных болезней Варшавского университета, где им была создана хорошо оборудованная глазная клиника и развернута научная работа, налажено преподавание офтальмологии. По предложению Орлова глазные врачи объединились в Варшавское Офтальмологическое общество.
В 1915 году Варшавский университет был перенесён в г. Ростов-на-Дону, где К. Х. Орлов трудился до конца жизни.

Могила Орлова на Братском кладбище Ростова-на-Дону.

В 1917 году был избран заместителем председателя Ростовской городской думы.
В 1918 году выполнял обязанности председателя комиссии по охране здоровья населения при СНК Донецкой Социалистической Республики.
В 1920 году — декан медицинского факультета университета.
В 1921 году организовал офтальмологический кружок, вскоре преобразованный им в Донское офтальмологическое общество (впоследствии реорганизованное в Северо-Кавказское, а затем Ростовское офтальмологическое общество).
В 1921 году Константин Хрисанфович осуществил проект концентрации глазной помощи в Ростовской области (частично и на Северном Кавказе). Для этого с осени этого же года в помещении клиники разместилась Донская областная глазная больница, открытая по его предложению.
Также К. Х. Орлов основал кафедру глазных болезней Азербайджанского мединститута, которой он заведовал в 1922—1923 годах, после чего передал заведование своему ученику — заслуженному деятелю науки, профессору А. Г. Трубину.
В 1941 году Орлов на базе своей клиники развернул госпиталь. Вместе с этим госпиталем он эвакуировался в г. Баку, затем в г. Ашхабад, где продолжал свою деятельность по оказанию глазной помощи раненым. В 1943 году Константин Хрисанфович переехал в г. Куйбышев (ныне г. Самара), где собрались бывшие в эвакуации научные работники Ростовского мединститута. После освобождения Ростова-на-Дону от немецко-фашистских захватчиков, вместе с другими профессорами Ростовского мединститута Орлов вернулся в свою родную клинику.
Умер 14 апреля 1952 года в г. Ростове-на-Дону.

## Звания и награды
- Почетный член Северо-Кавказского, Саратовского, Одесского, Горьковского, Томского офтальмологических обществ и почетный председатель Узбекского общества глазных врачей.
- Ему была поручена почетная роль быть председателем 1 Всероссийского съезда глазных врачей (1913), открыть работу 1 Всесоюзного съезда глазных врачей (1926).
- В 1928 году Орлову было присвоено почетное звание заслуженного деятеля науки.

## Память

Памятная доска в Ростове-на-Дону

- В 1928 году Северо-Кавказский краевой исполнительный комитет постановил: Присвоить глазной клинике СКГУ наименование «имени профессора К. Х. Орлова».
- На здании бывшей глазной больницы в Ростове-на-Дону, где жил и работал учёный, в 1962 году была установлена мемориальная доска[1]. Ныне, это пересечение улицы Красноармейской и Будённовского проспекта.
- В октябре 2010 года в Ростове-на-Дону была организована выставка, посвященная 135-летию со дня рождения Константина Хрисанфовича Орлова[2].